# Škofija Labrador City-Schefferville
Škofija Labrador City-Schefferville je bila rimskokatoliška škofija s sedežem v Labrador Cityju (Nova Funlandija in Labrador, Kanada). Ukinjena je bila leta 2007, njeno ozemlje je bilo pripojeno škofijam Amos, Baie-Comeau in Corner Brook and Labrador.

## Geografija
Škofija je zajemala območje 906.500 km² s 43.924 prebivalci, od katerih je bilo 14.542 rimokatoličanov (33,1 % vsega prebivalstva).
Škofija se nadalje deli na 24 župnij.

## Škofje
Škofija Labrador-Schefferville
- Henri Légaré (13. julij 1967-21. november 1972)
- Peter Alfred Sutton (9. maj 1974-24. januar 1986)

Škofija Labrador City-Schefferville
- Henri Goudreault (27. april 1987-16. julij 1996)
- David Douglas Crosby (24. oktober 1997-31. maj 2007)